# ويلهلم ألكسندر فرويند
ويلهلم ألكسندر فرويند (بالألمانية: Wilhelm Alexander Freund)‏ هو طبيب التوليد والنساء ألماني، ولد في 26 أغسطس 1833 في Krapkowice ‏ في بولندا، وتوفي في 24 ديسمبر 1917 في برلين في ألمانيا.